# Régiment de Strasbourg artillerie
Le régiment de Strasbourg artillerie également appelé régiment d'artillerie de Strasbourg et plus simplement régiment de Strasbourg est un régiment d'artillerie du royaume de France, créé en 1720 à partir du bataillon de Thorigny, du régiment Royal-Artillerie, devenu sous la Révolution le 5e régiment d'artillerie.

## Création et différentes dénominations
- 1720 : Bataillon de Romilley
- 1738 : Bataillon de Marsay
- 1742 : Bataillon de La Bachellerie
- 1743 : Bataillon de Pumbecque
- 1748 : Bataillon de Bourquefelden
- 1755 : Bataillon de d'Aumale
- 1758 : Bataillon de Loyauté
- 1759 : Brigade de Chabrié
- 1759 : Brigade de Villepatour
- 1765 : Régiment de Strasbourg
- 1791 : 5e régiment d'artillerie

## Lieutenants-colonels, chefs de brigade et colonels
- 25 février 1720 : N. de Romilley
- 21 août 1738 : N. de Marsay
- 1er septembre 1742 : N. de La Bachellerie
- 11 février 1743 : Alexandre Eugène de L'Échaute de Pumbecque
- 30 mars 1748 : Pierre Barbier de Bourquefelden
- 8 décembre 1755 : Louis Anne Antoine comte d'Aumale
- 1er juin 1758 : Arnould de Loyauté
- 1er janvier 1759 : Raymond de Chabrié
- 8 mai 1759 : Louis Philippe Taboureau de Villepatour
- 15 octobre 1765 : Jean Baptiste Gabriel de Champagné
- 19 février 1766 : François de Fortmanoir chevalier de Saint-Mars
- 5 avril 1780 : Jacques François de La Roche-Girault
- 25 mai 1788 : Armand Marcien Jacques de Chastenet marquis de Puységur
- 1er avril 1791 : Pierre Gaston Gromard de Quintin
- 7 septembre 1792 : Jean Fabre de La Martillière

## Historique des garnisons, combats et batailles

### Bataillon de Romilley
En 1720, après la paix de La Haye, le 5e bataillon du régiment Royal-Artillerie, le « bataillon de Romilley », après avoir été organisé et devenu indépendant, quitte Vienne, prend garnison à La Fère. En 1733, au début de la guerre de Succession de Pologne, il est l'un des trois bataillons du corps royal envoyés à l'armée d'Allemagne, et sert très activement au siège de Philippsbourg.

### Bataillon de Marsay et bataillon de La Bachellerie
Devenu « bataillon de Marsay » en 1738, il se trouve, en 1741, à l'armée de Westphalie avec le maréchal de Maillebois dans le cadre de la guerre de Succession d'Autriche et sert en en Bohême et en Bavière en 1742 sous le nom de « bataillon de La Bachellerie ».

### Bataillon de Pumbecque
Il rentre en France en juillet 1743 sous le nom de « bataillon de Pumbecque » et cette même année, il contribue à la défaite des Autrichiens au combat de Rheinweiler. 
En 1744, le bataillon se trouve à la reprise de Wissembourg et des lignes de la Lauter, à l'attaque des retranchements de Suffelsheim, au combat d'Augenheim et au siège de Fribourg.
Passé en 1745 à l'armée de Flandre, il combat à Fontenoy et fait les sièges de Tournai, Termonde, d'Audenarde, d'Ostende et d'Ath. 
On le trouve en 1746 à la prise de la citadelle d'Anvers, aux sièges de Charleroi et de Namur et passe l'hiver dans cette dernière place.
En 1747 il contribue à la victoire de Lawfeld.

### Bataillon de Bourquefelden
Devenu « bataillon de Bourquefelden » en 1748, il sert à la prise de Maastricht puis à la paix, il est envoyé à Grenoble.

### Bataillon d'Aumale et bataillon de Loyauté
Passé sous les ordres de Louis Anne Antoine comte d'Aumale en 1755, le « bataillon d'Aumale » avait, en 1757 au début de la guerre de Sept Ans, des détachements sur les côtes de la Méditerranée et sa partie principale à l'armée de Soubise. Il combat à Rossbach et après avoir été laminé, il rentre en France pour se rétablir. 
En 1758, devenu « bataillon de Loyauté », Il est employé à la défense des côtes de Bretagne, et le 11 septembre 1758, il écrase sous son feu les troupes anglaises débarquées à Saint-Cast et vient s'établir à la fin de cette année à Besançon.

### Brigade de Chabrié
Il devient en 1759 la « brigade de Chabrié », et fournit un détachement de 4 compagnies à l'armée du maréchal de Broglie. Le 13 avril 1759, ce détachement contribue puissamment au gain de la bataille de Bergen durant laquelle le chef de brigade Raymond de Chabrié y périt au milieu de ses pièces et au prix de pertes énormes. 

### Brigade de Villepatour
Devenue « brigade de Villepatour » le 8 mai 1759, la brigade se trouve le 1er août 1759, à la bataille de Minden, où ces compagnies se couvrent de gloire.
L'année suivante, la brigade tout entière est en Allemagne et se distingue au siège de Ziegenheim et à la bataille de Corbach ou un obus ennemi fait sauter un parc de 10 caissons.
En 1761 la brigade prend part à la défense de Cassel et à la bataille de Villinghausen, où son chef, Louis Philippe Taboureau de Villepatour, est atteint par un boulet à l'avant-bras.
Le 21 septembre 1762, elle se trouve au combat d'Amenebourg et, une fois la paix établie, elle prend ses quartiers à Strasbourg. 

### Régiment de Strasbourg
En 1765 la « brigade de Villepatour » devient le « régiment de Strasbourg » dont les drapeaux eurent deux quartiers noisette et deux quartiers jaunes.
En novembre 1766 le régiment quitte Strasbourg pour se rendre à Toul, d'où il est allé à La Fère en octobre 1767 et à Metz en septembre 1769.
En 1771 une compagnie est détachée pour la Martinique. 
En septembre 1775 il est en garnison à Auxonne, et en 1778 il fournit pour la défense éventuelle de la Corse une brigade composée de 4 compagnies de canonniers, 1 de sapeurs et 1 de bombardiers. Cette brigade est restée en Corse jusqu'à la paix de 1783. 
Le régiment avait en 1780, outre cette brigade, 2 compagnies détachées à Besançon et 2 compagnies et demie sur les côtes de Provence. La demi compagnie avait fait en 1782 les expéditions de Minorque et de Gibraltar.

### 5erégimentd'artillerie
La Révolution supprime les dénominations de l'ancien régime, les régiments sont numérotés. Le no 5 est attribué au régiment, en fonction de son ancienneté.

Devenu 5e régiment d'artillerie en 1791, il envoya à l'Assemblée une adresse qui fut lue dans la séance du 3 avril 1792, et qui avait pour objet de combattre une proposition faite par le Comité militaire, d'augmenter d'un tiers la solde des troupes. Cette adresse se terminait par cette phrase : « Retirez donc la proposition d'augmenter notre solde ; nous ne voulons pas mettre à l'enchère le sacrifice de notre sang et de notre courage. » Elle était signée des sous-officiers et soldats citoyens du 5e d'artillerie en garnison à Strasbourg.
L'Assemblée vota l'impression de cette adresse et son envoi aux 86 départements. Il y avait, en effet, quelque chose d'héroïque dans cette réclamation.
La solde commençait à être payée en assignats et l'on touchait à ce moment de détresse où le traitement d'un capitaine, réduit en argent, équivalait à peu près à 8 francs par mois.
Le 5e régiment avait détaché des compagnies à la garde des places de l'Alsace depuis Landau jusqu'à Belfort. En 1792, il fut presque tout entier employé à l'armée de Custine.

Le 5e régiment est celui qui a montré le plus d'entrain pour l'organisation des compagnies à cheval.

En 1793, le gros du régiment est à Mayence et dans les environs.

## Sources et bibliographie
- Louis Susane : Histoire de l'artillerie Française
- Pierre Montagnon : Histoire de l'armée française
- Historiques des corps de troupe de l'armée française (1569-1900)